# Краят на дните
„Краят на дните“ (на английски: End of Days) е американски екшън филм с елементи на ужаси и мистика от 1999 година на режисьора Питър Хаймс, с участието на Арнолд Шварценегер, Гейбриъл Бърн, Кевин Полак, Робин Тъни и Род Стайгър. Премиерата на филма в САЩ е на 16 ноември 1999 г.

## Сюжет
Внимание:  Текстът по-долу разкрива сюжета на произведението (или части от него)!
През 1979 г. при тайна среща с папата е изказано ужасно пророчество: в края на всяко хилядолетие Сатаната идва на земята от подземния свят, за да намери и обладае избраното момиче. Ако това се случи, Антихристът ще се роди и ще дойде краят на света. Един от кардиналите изисква да се намери и убие „булката на Сатана“, но папата настоява злощастното момиче да бъде защитено от посегателствата на Дявола, без да ѝ се причинява никаква вреда. В този момент в Ню Йорк се ражда момичето Кристин Йорк, която е избраната и която от самото си раждане е под грижите на последователите на Сатана.
Двадесет години по-късно, през 1999 г., в навечерието на новото хилядолетие, Дяволът се появява в Ню Йорк и се вселява в тялото на един банкер. Знаейки че е търсен, Сатаната наема частни бодигардове, ръководени от Джерико Кейн. Когато бандити убиват съпругата и дъщерята на Кейн, той изпада в депресия и се пропива. Заедно с приятеля си Боби Чикаго, Кейн спасява „банкера“ от опит за покушение, което е организирано от далновидния свещеник Том Аквински. Аквински умира в болницата, но със съобщение, издълбано по тялото му, свещеникът изпраща Кейн да намери Кристин Йорк. Кейн и Чикаго намират Кристин и успяват да я защитят от пратениците на Ватикана, които искат да убият злощастното момиче, и от последователите на Сатана, които искат да заловят „булката“ на своя господар. Кейн все още не вярва, че се бори със зли духове и затова оставя Кристина в грижите на свещеника Ковак, а самият той се прибира вкъщи, където го чака Сатана. Дяволът предлага на Кейн сделка: Кейн му дава Кристин и в замяна получава възможността да живее отново със загубеното си семейство, въпреки че това е просто илюзия. Кейн отхвърля предложението на Сатана и смята да изведе Кристин от църквата, в която се крие, но след това се оказва, че верният му приятел Чикаго е преминал на страната на дявола. Кристина е отвлечена от тълпа сатанисти, а Кейн е разпнат, за да види края на света.
Свещеник Ковак спасява Кейн и той отново влиза в битка със Сатана, сега в метрото. По време на двубоя тялото на банкера, в което е дяволът, получава тежки рани и Сатаната е принуден да остави тази осакатена „човешка черупка“. Кристин и Кейн отново се крият в църквата, но Сатаната, знаейки че е останало много малко време преди новото хилядолетие, прониква в църквата и се вселява в Кейн. Осъзнавайки че не е в състояние да устои на дяволската сила, завладяла тялото му, Кейн се самоубива, като се хвърля върху меча в ръцете на статуята на Архангел Михаил. Виейки от ярост, Сатаната напуска тялото на Кейн и в този момент започва новата 2000 година. Дяволът пада отново в подземния свят за още хиляда години, краят на света не идва и духът на починалия Кейн се събира отново със семейството му.

## Актьорски състав
| Актьор             | Роля                                                               |
| ------------------ | ------------------------------------------------------------------ |
| Арнолд Шварценегер | Джерико Кейн – частен бодигард от Ню Йорк                          |
| Гейбриъл Бърн      | неизвестен банкер/Сатана                                           |
| Робин Тъни         | Кристин Йорк – девойка от Ню Йорк                                  |
| Кевин Полак        | Боби Чикаго – частен бодигард от Ню Йорк, партньор на Джерико Кейн |
| Род Стайгър        | Ковак – свещеник от Ню Йорк                                        |
| Си Си Ейч Паундър  | Мардж Франсис – лейтенант от полицията                             |
| Дерик О'Конър      | Том Аквински – свещеник ясновидец                                  |
| Мириам Маргулис    | Мабел – пазителка на Кристин Йорк, бивша медицинска сестра         |
| Удо Киер           | доктор Абел – ръководител на последователите на Сатаната в Ню Йорк |
| Виктор Варнадо     | Албино – изрод в метрото на Ню Йорк                                |
| Марк Маргулис      | Папата                                                             |
| Джон Тимоти Ботка  | полицейски офицер, предан на Сатаната                              |
| Марк Лорънс        | старец                                                             |
| Майкъл О'Хагън     | един от кардиналите на Светия престол                              |
| Денис Луис         | Емили Кейн – съпруга на Джерико Кейн                               |
| Рене Олщад         | Ейми Кейн – дъщеря на Джерико Кейн                                 |
| Джони Богрис       | скейтбордист                                                       |
| Мо Галини          | Монах / Нарушител (като Мат Галини)                                |

## Интересни факти
- Първоначално ролята на Джерико Кейн е написана за Том Круз, но той предпочита филма „Магнолия“. Първоначално Лив Тайлър е предвидена за ролята на Кристин Йорк, след това ролята е предложена на Кейт Уинслет, но в крайна сметка я изиграва Робин Тъни.
- Заснети са два финала. В алтернативния вариант Бог отстранява меча от тялото на Кейн и го възкресява. Създателите на филма обаче решават, че завършекът на филма ще бъде по-изразителен, ако главният герой умре.
- Този филм е първият във филмовата кариера на Арнолд Шварценегер, в който умира неговият човешки характер.
- През 2000 г. този филм е номиниран за антинаградата „Златна малинка“ в три категории: Най-лош актьор (Арнолд Шварценегер), Най-лош поддържащ актьор (Габриел Бърн) и Най-лош режисьор (Питър Хаймс), но не печели нищо.